# Heteronychia cullottorum
Heteronychia cullottorum är en tvåvingeart som beskrevs av Povolny 2005. Heteronychia cullottorum ingår i släktet Heteronychia och familjen köttflugor. Inga underarter finns listade i Catalogue of Life.